# Serrat de Narçà
El Serrat de Narçà és actualment una serra interna del municipi de Conca de Dalt, al Pallars Jussà, a l'antic terme d'Aramunt.
És un serrat poc acusat en el territori, que arrenca de la mateixa vora esquerra del pantà de Sant Antoni a prop de la desembocadura del barranc de Sant Pou, al nord-oest del mas de la Casanova, a 511,9 m. alt., i es va enfilant cap al nord-est.
Està envoltat de partides agrícoles, com ara la dels Millars, al sud-oest, les Clotes, al nord-oest, el Plantat de Pins, al nord, i les masies de Casa Oliva, a llevant, i lo Petirro, al sud-est. Així mateix, inclou una bona part de la partida del mateix nom de la serra: Narçà.